# Marge (énekesnő)
Marge, polgári nevén Mészáros Zsuzsanna (Budapest, 1986. december 13. –) magyar énekesnő. 2010 decemberében debütált ingyenesen letölthető And című albumával. My Way című dala a Music Television és a 1Music Channel tévéadók egyik leggyakrabban játszott darabja volt, de a címadó szám a Petőfi Rádió lejátszási listájában is kiemelt helyen szerepelt. Marge a londoni Ealing Autumn Fesztiválon bemutatott Liszt-installációhoz Rapszódia című Liszt-átiratát használták fel. Számos hazai és nemzetközi fesztivál- és klubfellépése után 2013 őszén új zenei és vizuális arculattal, illetve ahhoz igazodó színpadi show-val jelent meg.
2014-ben az énekesnő bekerült az M1 A Dal 2014 eurovíziós nemzeti dalválasztó show elődöntőjébe, Morning Light című dalával.

## Diszkográfia

### Albumok
- And (2010)
- Színfal (2016)
- Fénytörés (2017)
- ZSUZS (2022)

### Kislemezek
- Stronger (2013)
- Morning Light (2014)
- Cinta Indonesia (2015)
- Repülünk (2016)
- Emoji (2016)
- Fénytörés (2017)
- Rúzs (2018)
- Suhanj (2018)
- Nyári eső (2019)

## Családja
2014 áprilisában született meg első fia, Alfonz. Ezt követően három vetélésen esett át. Második fia, Leopold 2019 májusában született. 2019-ben már velük élt férje előző kapcsolatából született lánya, Emma, illetve 2017 óta ő saját neveli húgát is. Kislánya 2021 decemberében született.